# José Luis Melero
José Luis Melero Rivas (Zaragoza, 1956) es un escritor español, Premio de las Letras Aragonesas y uno de los principales estudiosos de la literatura aragonesa. Es además uno de los más reconocidos bibliófilos de Aragón. En 1977 fue uno de los fundadores del Rolde de Estudios Aragoneses y de la revista Rolde, de cuyo Consejo de Redacción forma parte desde entonces. En los años setenta colaboró con distintas revistas de poesía, fundó la revista Crótalo y fue Secretario de Dirección de la colección Poemas de libros de poesía entre 1983 y 1986.
Reconocido como uno de los mayores divulgadores de la cultura aragonesa, fue Presidente de la Fundación Gaspar Torrente para la investigación y desarrollo del aragonesismo. En marzo de 2015 fue nombrado académico correspondiente de la Real Academia de Nobles y Bellas Artes de San Luis. Al anunciar su nombramiento, la Academia manifestó sentirse «especialmente satisfecha de poder incorporar a estas personalidades de la Cultura y del pensamiento a su elenco de aragoneses empeñados en construir un Aragón más próspero y más libre». En abril de 2017 fue nombrado académico de número de la misma institución, donde ocupa una de las plazas de la sección de Literatura, y forma parte de su Junta de Gobierno ocupando el cargo de Bibliotecario. Su discurso de ingreso en la Academia llevó por título «Una aproximación a la bibliofilia: los libros, la vida y la literatura». Desde mayo de 2024 es miembro de la Academia Aragonesa de Gastronomía. 
Pertenece al Consejo de Redacción de las revistas La Magia de Viajar por Aragón y El Ebro. Es columnista de Heraldo de Aragón y colaborador del programa «A vivir Aragón» de Radio Zaragoza-Cadena SER, donde participa en la tertulia «Somos». Desde abril de 2021 forma parte del Consejo Científico y Consejo Editorial del Instituto de Estudios Turolenses.
Además, es un reconocido experto en jota aragonesa y un apasionado seguidor del Real Zaragoza,
 equipo del que fue Consejero entre 2006 y 2009.
En septiembre de 2016 fue distinguido como Hijo Predilecto de la Ciudad de Zaragoza por su «compromiso literario y afectivo» con la ciudad y por su labor como defensor de la cultura aragonesa. En junio de 2018, la Diputación Provincial de Zaragoza le otorgó la medalla de oro de Santa Isabel, con la que la institución reconoce a personas «que se hayan distinguido por sus excepcionales acciones, méritos o por los relevantes servicios culturales, científicos, sociales o políticos prestados en favor de los intereses generales de todos los habitantes de la provincia de Zaragoza». En 2018, la Asociación El Cachirulo le concedió el título de Cachirulo Ilustre 2018, en la modalidad individual, «en reconocimiento a su labor en la defensa y difusión de los valores aragoneses». En 2020 fue nombrado Hijo Adoptivo de la Villa de Aguarón. En diciembre de 2021 se le distinguió como uno de los escritores homenajeados con un monolito en el Paseo de las Letras Aragonesas de Monzón (Huesca). En ese mismo mes le fue concedida la Medalla de Plata del Mérito a la Justicia o Cruz de San Raimundo de Peñafort, una condecoración civil que premia los méritos contraídos por cuantos intervienen en la Administración de Justicia, el cultivo y aplicación del estudio del derecho en todas sus ramas o los servicios prestados en actividades jurídicas vinculadas con el Ministerio de Justicia. En octubre de 2022 fue distinguido con el Premio Aragón que concede la Fundación Aragonesista Chesús Bernal. En julio de 2023 fue distinguido con el Premio Heraldo a los Valores Humanos y al Conocimiento que concede Heraldo de Aragón «para galardonar cada año a un aragonés o a una institución que se haya distinguido por su contribución a la mejora social o cultural de sus conciudadanos».
En 2025 fue distinguido con el Premio de las Letras Aragonesas por «ser una figura destacada en los proyectos culturales surgidos en Aragón desde hace medio siglo y por su labor en el mundo cultural aragonés y, en concreto, del libro, como editor, escritor y bibliófilo». 

## Carrera
Escribió su primer libro en 2003, Leer para contarlo. Memorias de un bibliófilo aragonés. En su introducción, Melero explica que el libro narra sus peripecias de treinta años de buscador de libros y su voluntad de que «pudiera contribuir a crear lo que debería ser el gran “imaginario” aragonés». El libro fue calificado por el poeta Álvaro Valverde como «Un libro que gana y que nos gana. Incluso a quienes no tenemos afición por la bendita bibliofilia». A propósito de su nueva edición en 2015, el periodista Daniel Heredia escribió «Que vuelva a reeditarse corregida y aumentada estas reflexiones, vivencias, anécdotas, de un buscador de libros sobre el universo de las librerías de viejo y sobre muchos bibliófilos es una de las mejores noticias de 2015, una de esas que debería aparecer entre las mejores del año. Un hito más que un libro. Una obra de referencia. Una joya».
En 2006 publicó Los libros de la guerra, una bibliografía comentada de la Guerra Civil en Aragón (1936-1949) donde estudió y comentó 128 libros relacionados con la guerra y la inmediata posguerra escritos por aragoneses o que tratan sobre Aragón. En palabras del Premio Nacional de Periodismo Cultural Antón Castro, «Es un libro extraordinario, de erudición constante, de un gran contador de historias, de una gran finura intelectual».
Fruto de su colaboración semanal con Artes&Letras, suplemento de Heraldo de Aragón, surgieron los seis libros de recopilación de artículos La vida de los libros (2009), Escritores y escrituras (2012), El tenedor de libros (2015), El lector incorregible (2018), Lecturas y pasiones (2021) y Bibliotecas y extravíos (2024). Sobre La vida de los libros, el crítico Juan Ángel Juristo escribió en ABC Cultural: «Representan uno de los anecdotarios más jugosos respecto a la bibliofilia que gusta de lo raro y de lo curioso que al lector le es dado encontrar hoy». Acerca de Escritores y escrituras, el poeta y crítico literario José Luis García Martín escribió en su columna Ventanas de papel de ese mismo medio: «José Luis Melero vuelve interesante cuanto toca. Escribe desde el amor a los libros, a los grandes y pequeños libros, y acierta a contagiarnos ese amor». Con motivo de la presentación de El tenedor de libros en diciembre de 2015, el escritor Ignacio Martínez de Pisón destacó que «El tenedor de libros es un canto a la literatura y a la felicidad que nos han dado los libros». Acerca de este libro, Álvaro Valverde escribió que «Le parece a uno mentira que este hombre capte el interés del lector (y cómo lo capta) hablando, a veces, de tal o cual ejemplar o de tal o cual autor menor, casi siempre pretéritos, con una erudición envidiable, sin duda, pero también, insisto, lejana. La clave está, por una parte, en lo bien que escribe esos artículos; la segunda, por la ironía y el citado humor (léase "Elogios y necrologías") que pone en esos escritos a lo que tiene tan bien cogidos la medida y el punto». El periodista Miguel Mena escribió sobre esta tercera recopilación de artículos que «Los libros de Melero están llenos de otros libros y por tanto están repletos de historias diversas, de vidas no siempre ejemplares, de grandezas, de miserias, de anécdotas y de un sutil toque de humor marca de la casa (...) A la vista está que se puede ser un erudito y a la vez muy ameno y muy divertido. Ese autor existe. Se llama José Luis Melero». Acerca de estos tres libros de artículos, el periodista Sergio Vila-Sanjuán escribió en el suplemento Cultura|s de La Vanguardia que «Melero lo sabe todo sobre la vida secreta de los libros, sus editores, sus andaduras, las conspiraciones que alentaron su nacimiento (...) Como las obras que le precedieron, contagia amor por el mundo del libro y un reconfortante espíritu de cofradía. Con Melero, lo que se lee, se recuerda». Sobre los textos recogidos en El lector incorregible,el editor y crítico de arte Javier Castro Flórez escribió en La Opinión de Murcia: «Parece que solo él pudiera arrancar del fondo oscuro del tiempo esas historias temblorosas y frágiles como pétalos de amapola y recogerlas en un libro que, como todos los suyos, hablando de cosas olvidadas y cubiertas de polvo está paradójicamente lleno de vida» y el escritor Jorge Sanz Barajas destacó en Artes&Letras que «Melero ha hecho de la columna un maravilloso ejercicio de coreografía literaria». Juan Marqués escribió en el suplemento Cultura|s que Melero «va ofreciéndonos pequeñas historias, sucesos olvidados, semblanzas mínimas… que, como quien no quiere la cosa, están empezando a componer un retablo cultural de importancia muy notable», y Víctor Amela, en una entrevista publicada en «La Contra» de La Vanguardia, escribió: «Melero ama a sus libros casi con dolor». Con motivo de la publicación de Bibliotecas y extravíos, Inés Pich Aguilera escribió en el suplemento Cultura|s que «Melero hace de la escritura y la memoria una expresión de justicia poética. Para los amantes de los libros, no solo como objetos de lectura sino como artefactos de memoria y belleza, Bibliotecas y extravíos será una joya preciada».
En Manual de uso del lector de diarios, publicado en 2013, recopiló «Una completa cartografía del género diarístico publicado en España a lo largo del último siglo, desde Ramón Acín hasta José María Xirinacs, pasando por Augusto Monterroso, por ejemplo, Virginia Woolf, Robert Musil, Álvaro Mutis o John Cheever», en palabras del escritor Jesús Marchamalo. En marzo de 2019, la editorial leonesa Manual de Ultramarinos recogió en Un recorrido por el Rastro de Andrés Trapiello el texto que José Luis Melero preparó con motivo de la presentación del último libro del escritor y bibliófilo sobre sus visitas al Rastro madrileño.
En mayo de 2016, la asociación La Cadiera publicó La jota aragonesa en algunas de sus coplas más antiguas o desconocidas. Esta publicación recoge una síntesis del ciclo de conferencias sobre la historia de la jota aragonesa que Melero impartió, acompañado por el cantador Nacho del Río, en la Obra Social de Ibercaja en febrero de ese mismo año. En 2020, La Cadiera recogió en su publicación número 646 la conferencia que José Luis Melero pronunció en febrero de ese mismo año, titulada Ilustres visitantes (Breve memoria de su paso por Aragón). Y en febrero de 2021, la misma entidad publicó Vitrina de libros aragoneses, una selección de sus presentaciones de libros escritos por autores aragoneses en los últimos años. En palabras del escritor y crítico Julio José Ordovás, este libro «es una rareza por partida doble: por su limitada edición y porque uno había leído libros de prólogos y de conferencias, algunos de ellos maravillosos, como los de Borges, pero nunca uno compuesto exclusivamente de presentaciones». En octubre de 2022, José Luis Melero escribió el texto del pregón de las Fiestas del Pilar, que leyeron cuatro joteros desde el balcón del Ayuntamiento de Zaragoza en nombre de la Jota aragonesa.
Además de estas obras, José Luis Melero ha participado en la edición de muchos otros libros, bien como editor o bien escribiendo prólogos e introducciones. En 1990 editó con Antonio Pérez Lasheras el facsímil de la revista Poemas. Con José Luis Acín preparó para la editorial Olañeta dos antologías de cuentos aragoneses: Cuentos aragoneses (1996) y Más Cuentos aragoneses (2000); es coautor de los tres primeros tomos de La Jota ayer y hoy (2005, 2006 y 2008). En 2002 coordinó con José Ignacio López Susín y Antonio Peiró el libro Rolde de Estudios Aragoneses (1977-2002) Pasar haciendo caminos; y en 2007, también con José Ignacio López Susín, coordinó el libro de entrevistas Los nuevos ilustrados.

## Apariciones en cine
Ha participado en cuatro proyectos dirigidos por David Trueba: la película Vivir es fácil con los ojos cerrados (2013), donde interpreta a un presentador de telediario; el documental Salir de casa (2016) sobre el músico Francisco Nixon; la tercera temporada de la serie ¿Qué fue de Jorge Sanz? (2017), donde interpreta a un amigo del colegio del protagonista; y el largometraje Saben aquell (2023), sobre el humorista Eugenio.
También ha colaborado en el largometraje Jota (2016), dirigido por Carlos Saura. En abril de 2017 intervino en el cortometraje Citas del amor oscuro, dirigido por Gaizka Urresti y protagonizado por Isabel Ordaz, que se estrenó el 8 de marzo de 2018; en octubre de 2017 participó en el largometraje de Ignacio Estaregui Miau con un cameo, y en 2019 intervino en Un país en Labordeta, documental que recorre la vida de José Antonio Labordeta dentro del programa Imprescindibles dirigido por Charlie Arnaiz y Alberto Ortega para Televisión Española. El documental se estrenó el 19 de septiembre de 2019, noveno aniversario del fallecimiento del cantautor. Es colaborador del programa Vuelta Atrás de Aragón Televisión desde su primera temporada.
Otros proyectos en los que ha participado son Café Niké: Oficina Poética Internacional, dirigido por Ignacio Escuín Borao; Por qué escribo, dirigido por Gaizka Urresti y Vicky Calavia; Magníficos, de Juan Mateo Piera; 20 años de la Recopa. El día que el Zaragoza fuimos todos, de Borja Echeverría; James Joyce y las Bloompolis (Los escritores y Joyce), de Alberto Salvador Muñoz, Ignacio Álvarez de Miranda Sanz, María Midón y Lucía Sanz Astier; Mil historias de las Fiestas del Pilar, dirigido por Marian Rebolledo; Recosiros II. Biblioteca d'escritors en aragonés, un documental de Vicky Calavia sobre textos de Óscar Latas producido por la Dirección General de Política Lingüística del Gobierno de Aragón; Cine, niebla, cierzo y sol, dirigido por José Antonio Aguilar y estrenado el 9 de abril de 2022, con motivo del 25 aniversario del Festival de Cine de Fuentes de Ebro; Una lavadora en el Olimpo: 50 años de Andalán, dirigido por Ignacio Pardinilla y estrenado en L'Ainsa el 8 de septiembre de 2022; Labordeta, un hombre sin más, dirigido por Paula Labordeta y Gaizka Urresti (Premio Goya 2023 a la mejor película documental y Premio Forqué al mejor documental de 2022); Vivir girando. Historia de Domingo Belled, dirigido por Fernando Vera y estrenado en junio de 2023; Mortal Derbi, dirigido por Isabel Soria en 2023; y Cariñena, vino del mar, de Javier Calvo Torrecilla en 2025. 
En noviembre de 2023 participó en el remake de Bienvenido, Mister Marshall con el que el Festival de Cine de Fuentes de Ebro rindió homenaje al clásico del cine español dirigido por Luis García Berlanga en 1953. Bajo la dirección de Pablo Lázaro, el remake recrea algunas escenas de la mítica película interpretadas por Jorge Asín, Luis Rabanaque y José Luis Melero (en el papel de pregonero) y la narración de José Luis Esteban.

## Obras

### Como escritor
- Leer para contarlo. Memorias de un bibliófilo aragonés. Biblioteca Aragonesa de Cultura, 2003. Nueva edición en Xordica, 2015.
- Pregón de la I Feria del Libro Viejo y Antiguo de Zaragoza (edición limitada de 200 ejemplares). Asociación de Libreros de Viejo y Antiguo de Aragón (ALVADA), 2005.
- Los libros de la guerra. Rolde de Estudios Aragoneses, 2006.
- Gabinete de libros aragoneses escogidos que se encuentran en la biblioteca de José Luis Melero Rivas (edición limitada de 50 ejemplares). José Luis Orós editor, 2007.
- La vida de los libros. Xordica, 2009.
- Escritores y escrituras. Xordica, 2012.
- Manual de uso del lector de diarios. Olifante, 2013.
- El tenedor de libros. Xordica, 2015.
- Librerías zaragozanas. Un inventario y tres recuerdos imborrables (edición limitada no venal). Manual de Ultramarinos, 2015.
- La Jota Aragonesa en algunas de sus coplas más antiguas o desconocidas. Publicaciones de «La Cadiera» n.º 633, 2016.
- Una aproximación a la bibliofilia: los libros, la vida y la literatura. Gobierno de Aragón y Real Academia de Nobles y Bellas Artes de San Luis, 2017.
- El lector incorregible. Xordica, 2018.
- Un recorrido por el Rastro de Andrés Trapiello (Edición no venal limitada de 50 ejemplares). Manual de Ultramarinos, 2019.
- Ilustres visitantes (Breve memoria de su paso por Aragón). Publicaciones de «La Cadiera» n.º 646, 2020.
- Vitrina de libros aragoneses. Publicaciones de «La Cadiera» n.º 653, 2021.
- Lecturas y pasiones. Xordica, 2021.
- Apostillas y digresiones. Publicaciones de «La Cadiera» n.º 655, 2022.
- Las lápidas de la memoria. Publicaciones de «La Cadiera» n.º 662, 2023.
- Por las montañas de Jaca. Ediciones de la Librería General, 2023.
- El patrimonio bibliográfico en bibliotecas particulares. Real Academia de Nobles y Bellas Artes de San Luis, 2023.
- Un viaje a Itzea. Con ilustraciones de Pepe Cerdá y edición de Jesús Marchamalo. Ediciones La Ventolera, 2024.
- Bibliotecas y extravíos. Xordica, 2024.
- De libros, bibliomanías y otras extravagancias. Gobierno de Aragón, 2025.

### Literatura infantil
- Jesús Gracia, campeón de campeones. Ilustrado por Elena Hormiga. Ed. Comarca Campo de Belchite, 2022.

### Libros colectivos
- La Jota ayer y hoy, volumen 1. Prames, 2005.
- La Jota ayer y hoy, volumen 2. Prames, 2006.
- La Jota ayer y hoy, volumen 3. Prames, 2008.
- En el nombre del nombre. Deculturas, 2022.
- Santiago Ramón y Cajal. El hombre, el científico, el intelectual. Prensas de la Universidad de Zaragoza, 2023.
- En recuerdo de Juan Moneva y Puyol. Publicaciones de «La Cadiera» n.º 674, 2024.

### Como editor
- Cuentos aragoneses. Olañeta, 1996.
- Más cuentos aragoneses. Olañeta, 2000.
- Rolde de Estudios Aragoneses (1977-2002) Pasar haciendo caminos. Rolde de estudios aragoneses, 2002.
- Los nuevos ilustrados. Rolde de estudios aragoneses, 2007.